# Cantón de Toulouges
El cantón de Toulouges era una división administrativa francesa, que estaba situada en el departamento de Pirineos Orientales y la región de Languedoc-Rosellón.

## Composición
El cantón estaba formado por tres comunas:
- Canohès
- Pollestres
- Toulouges

## Supresión del cantón de Toulouges
En aplicación del Decreto n.º 2014-262 de 26 de febrero de 2014, el cantón de Toulouges fue suprimido el 22 de marzo de 2015 y sus 3 comunas pasaron a formar parte una del nuevo cantón de Les Aspres, una del nuevo cantón de Perpiñán-5 y una del nuevo cantón de Perpiñán-6.